# Duchaillu-Rotschenkelhörnchen
Das Duchaillu-Rotschenkelhörnchen (Funisciurus duchaillui) ist eine Hörnchenart aus der Gattung der Rotschenkelhörnchen (Funisciurus). Es kommt im zentralen Gabun vor.

## Merkmale
Das Duchaillu-Rotschenkelhörnchen erreicht eine durchschnittliche Kopf-Rumpf-Länge von 18,5 bis 21,2 Zentimetern, der Schwanz ist 19,0 bis 23,0 Zentimeter lang. Das Gewicht beträgt etwa 180 bis 220 Gramm. Die Hinterfußlänge beträgt 42 bis 50 Millimeter. Es handelt sich um ein mittelgroßes Hörnchen mit einem oliv-braunen Rückenfell. Auf dem Rücken befinden sich beiderseits der Mittellinie je zwei dunkelbraune bis schwarze Streifen mit dazwischenliegenden bräunlich-gelben Streifen, die vom Kopf bis zum Schwanz reichen. Die Körperseiten sind gräulich weiß, die Haare besitzen eine weiße Spitze. Das Bauchfell ist grau mit Haaren, die eine graue Spitze haben. Der Kopf ist oliv-braun, die Beine und Füße sind grau. Der Schwanz ist ebenso lang wie die Kopf-Rumpf-Länge. Er ist schlank mit langen Haaren und hellrot mit einer schwarzen Spitze. Er wird in Ruhe über dem Körper eingerollt.
| 1 | · | 0 | · | 2 | · | 3 | = 22 |
| 1 | · | 0 | · | 1 | · | 3 | = 22 |

Der Schädel hat eine Gesamtlänge von 46,9 bis 48,3 Millimetern und eine Breite von 26,2 bis 28,2 Millimetern. Wie alle Arten der Gattung besitzt die Art im Oberkiefer pro Hälfte einen zu einem Nagezahn ausgebildeten Schneidezahn (Incisivus), dem eine Zahnlücke (Diastema) folgt. Hierauf folgen zwei Prämolare und drei Molare. Die Zähne im Unterkiefer entsprechen denen im Oberkiefer, allerdings nur mit einem Prämolaren. Insgesamt verfügen die Tiere damit über ein Gebiss aus 22 Zähnen.
Das Duchaillu-Rotschenkelhörnchen ähnelt anderen in der gleichen Region vorkommenden Rotschenkelhörnchen und unterscheidet sich von diesen vor allem durch seine Größe und die Färbung. Das Gebänderte Rotschenkelhörnchen (Funisciurus lemniscatus) hat eine auffällige rote bis orangefarbene Bauchfärbung und ist über ein größeres Gebiet verbreitet. Das Schwarzrote Buschhörnchen (Paraxerus lucifer) und auch das Lady-Burton-Rotschenkelhörnchen (Funisciurus isabella) sind etwas kleiner. Bei ersterem ist das Rückenfell weißlich bis sandfarben und die Rückenstreifen reichen nicht bis zum Schwanz. Beim Lady-Burton-Rotschenkelhörnchen ist das Bauchfell grau und die Haare haben eine weiße Spitze. Beide Arten haben eine größere Verbreitung als das Duchaillu-Buschhörnchen.

## Verbreitung
Das Duchaillu-Rotschenkelhörnchen kommt nur im Regenwald zentralen Gabun südlich des Ogooué und des Massif du Chaillu vor.

## Lebensweise
Über die Lebensweise des Duchaillu-Rotschenkelhörnchens liegen nur sehr wenige Informationen vor. Es lebt nur in Regenwaldgebieten und kommt vor allem in Habitaten vor, die von Bäumen aus den Familien der Cesalpiniaceae und Burseraceae bestimmt sind. Es lebt als Einzelgänger oder seltener in Paaren. Es nutzt vor allem den unteren Baumbestand bis in Höhen von sechs Metern, kann jedoch auch in Baumhöhen von über 25 Metern gesichtet werden. Bei Bedrohung fliehen die Tiere durch das Geäst und in die höheren Baumregionen, niemals auf den Waldboden. Wie andere Hörnchen der Gattung ernähren sich die Tiere herbivor unter anderem von Früchten, dabei wurde es beobachtet, wie es Früchte von Xylopia aethiopica und Pflanzen der Gattung Dialium frisst.

## Systematik
Das Duchaillu-Rotschenkelhörnchen wird als eigenständige Art innerhalb der Gattung der Rotschenkelhörnchen (Funisciurus) eingeordnet, die aus zehn Arten besteht. Die wissenschaftliche Erstbeschreibung stammt von dem Zoologen Colin Campbell Sanborn aus dem Jahr 1953, der die Tiere anhand eines Individuums beschrieb. Die Art wurde später als Synonym zum Lady-Burton-Rotschenkelhörnchen (Funisciurus isabella) betrachtet, sie wird heute jedoch als valide Art anerkannt.
Innerhalb der Art werden neben der Nominatform keine weiteren Unterarten unterschieden.

## Status, Bedrohung und Schutz
Das Duchaillu-Rotschenkelhörnchen wird von der International Union for Conservation of Nature and Natural Resources (IUCN) aufgrund der wenigen verfügbaren Daten zum Vorkommen, der Lebensweise und potenzieller Bedrohungen nicht in eine Gefährdungskategorie eingeordnet, sondern als „data deficient“ gelistet.

## Belege
1. 1 2 3 4 5 6 7 8 9 10 11  David Brugière: Funisciurus duchaillui, Du Chaillu's Rope Squirrel. In: Jonathan Kingdon, David Happold, Michael Hoffmann, Thomas Butynski, Meredith Happold und Jan Kalina (Hrsg.): Mammals of Africa Volume III. Rodents, Hares and Rabbits. Bloomsbury, London 2013, S. 54; ISBN 978-1-4081-2253-2.
2. 1 2 3 4 5 6  Richard W. Thorington Jr., John L. Koprowski, Michael A. Steele: Squirrels of the World. Johns Hopkins University Press, Baltimore MD 2012; S. 217. ISBN 978-1-4214-0469-1
3. ↑  Peter Grubb: Genus Funisciurus, Rope Squirrels. In: Jonathan Kingdon, David Happold, Michael Hoffmann, Thomas Butynski, Meredith Happold und Jan Kalina (Hrsg.): Mammals of Africa Volume III. Rodents, Hares and Rabbits. Bloomsbury, London 2013, S. 46–48; ISBN 978-1-4081-2253-2.
4. 1 2  Funisciurus duchaillui in der Roten Liste gefährdeter Arten der IUCN 2016-1. Eingestellt von: D. Happold, 2008. Abgerufen am 6. September 2016.